# Hôtel de ville du Havre
El ayuntamiento de Le Havre, obra de los arquitectos Auguste Perret y Jacques Tournant, fue inaugurado en 1958. Reemplaza al construido en 1857 por el arquitecto Charles Brunet-Debaine y destruido por los bombardeos de 1944.

## Historia

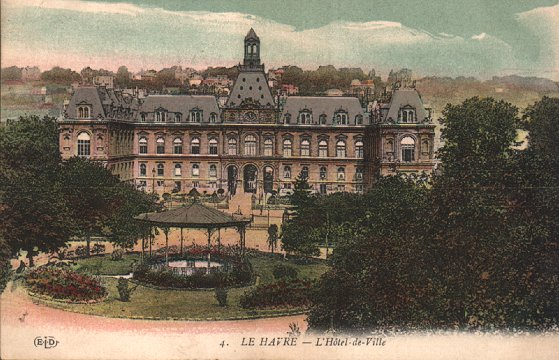
El antiguo Ayuntamiento, destruido durante el bombardeo de Le Havre en 1944

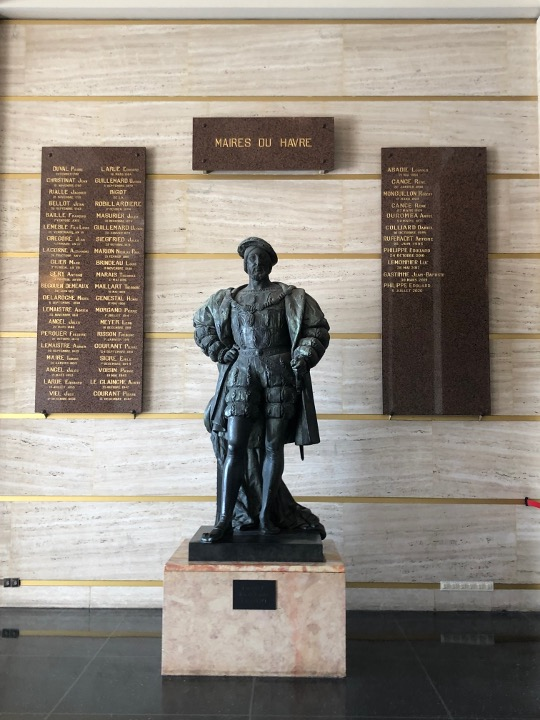
Estatua de Francisco I rodeada por los nombres de los alcaldes de Le Havre

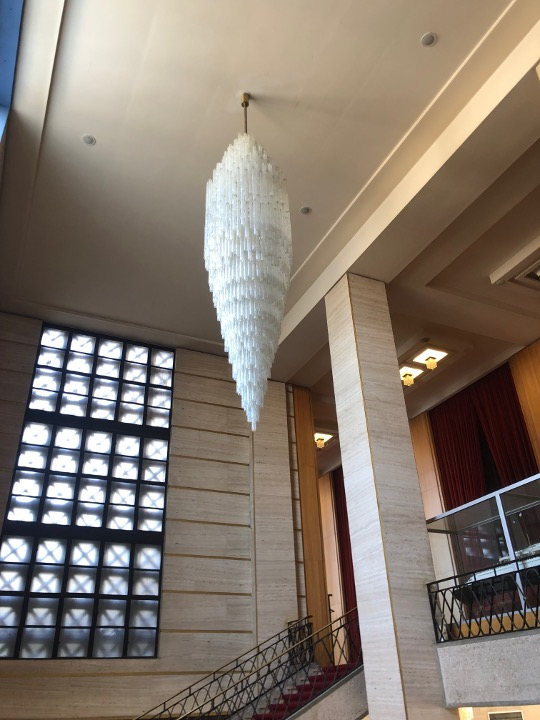
Gran Araña del Ayuntamiento, en la Gran Escalera

En 1953 se fundió el primer pilote del cuerpo central, en 1954 se inició la torre de 18 plantas y 90 mètres de altura, que en un principio recordaba a un campanario. El teatro contiguo fue inaugurado en octubre de 1967. La ampliación en la fachada norte del edificio, esencial pero estéticamente cuestionable, data de 1987. Como todos los edificios principales, volvió aproximadamente a su posición anterior a la guerra. Situado en la perspectiva de una gran plaza, el edificio establece una dialéctica entre dos unidades: una torre que alberga las oficinas administrativas y un largo edificio salpicado por una imponente columnata en la que se sitúan las funciones de recepción como los grandes salones. Una amplia escalera parte de la planta baja para dividirse en dos tramos distribuyendo la planta noble: tal refugio soberano la columnata soporta completamente la carga de la azotea que alberga una estructura secundaria que soporta los pisos y grandes ventanales.
El jardín de la parte sur de la plaza del ayuntamiento fue diseñado personalmente por Perret. Esta enorme plaza  fue transformada en 1990: estrechamiento del bulevar que lo dividía, que se convirtió en carril bus, creación de un aparcamiento subterráneo, adición de fuentes, árboles y enrejados de madera exótica (desmantelado en 2010), ampliación de zonas verdes y floridas. Desde 2012 este jardín es atravesado por las dos vías férreas del nuevo tranvía.
Las fachadas y azoteas, la torre, el vestíbulo y las escaleras, los grandes salones, el teatro están registrados como monumentos históricos por orden del. A continuación, estas piezas se clasifican por orden de. Por su periodo de construcción, también se beneficia de la etiqueta.